# اچماتی
اچماتی (به انگلیسی: Achamatti) در هند است که در کارناتاکا واقع شده‌است.